# Вагнер, Янис
Янис Вагнер (Вагнерс) (латыш. Jānis Vagners; 26 ноября 1869, Иецавская волость, Курляндская губерния, Российская империя  (ныне Иецавский край, Латвия) — 10 января 1955, Рига, Латвийская ССР) — латвийский советский государственный и общественный деятель, революционер, юрист.

## Биография
Изучал право в Императорском Санкт-Петербургском университете. Работал помощником присяжного поверенного П. Стучки. Был деятелем латышского общественно-политического движения «Jaunā Strāva» («Новое течение»).
В 1903 году стал членом Социал-демократической партии Латышского края, ставшей территориальной частью РСДРП. Участник революции 1905 года в Латвии. Был руководителем Революционного комитета города Бауска.
После подавления революционных выступлений в январе 1906 года, из-за угрозы  смертной казни, покинул Латвию. Бежал в Финляндию, затем через Швецию и Германию поселился в Швейцарии. После окончания Первой мировой войны в 1918 году вернулся в Ригу, работал юристом.
После ввода советских войск в Латвию в 1940 году избран депутатом Народного Сейма Латвии, был членом президиума Сейма. В том же году стал главным прокурором Латвийской ССР. Депутат Рижской думы.
После оккупации немецкими войсками Латвии был арестован и заключён в Рижскую центральную тюрьму. В 1944 году отправлен в трудовой лагерь в Германии.
Умер в Риге в 1955 году. Похоронен на Лесном кладбище.